# Grinch (film, 2018)
Grinch (v anglickém originále The Grinch) je americký 3D počítačově animovaný vánoční film z roku 2018. Natočený podle knihy Jak Grinch ukradl Vánoce z roku 1957. Je to třetí filmová adaptace, po televizním speciálu z roku 1966 a celovečerním filmu z roku 2000. Je to také druhá animovaná adaptace knihy Dr. Seusse po filmu Lorax (2012). Režie se ujali Yarrow Cheney a Scott Mosier a scénáře Michael LeSieur a Tommy Swerdlow. Své hlasy pro film propůjčili Benedict Cumberbatch, Rashida Jones, Kenan Thompson, Cameron Seely a Angela Lansburyová, a je vyprávěn Pharrell Williams. 

## Obsazení
- Benedict Cumberbatch jako Grinch (český dabing: Vojtěch Dyk)
- Cameron Seely jako Cindy Lou Who (český dabing: Michaela Skalníková)
- Rashida Jones jako Donna Lou Who (český dabing: Martina Šťastná)
- Kenan Thompson jako Břichoslav (český dabing: Dušan Kollár)
- Angela Lansburyová jako starostka McGerkle (český dabing: Libuše Švormová)
- Brad O'Hare jako Trumbert (český dabing: Matěj Havelka)
- Ramone Hamilton jako Axl (český dabing: Matěj Macháček)
- Sam Lavagnino jako Ozzy (český dabing: Mikuláš Převrátil)
- Scarlett Estevez jako Izzy (český dabing: Linda Křišťálová)
- Pharrell Williams jako vypravěč (český dabing: Matěj Hádek)
- Frank Welker jako Max

## Přijetí

### Tržby
Film vydělal 270,6 milionů dolarů v Severní Americe a 240,9 milionů dolarů v ostatních oblastech, celkově tak vydělal 511,6 milionů dolarů po celém světě. Rozpočet filmu činil 75 milionů dolarů. Za první víkend docílil nejvyšší návštěvnosti, kdy vydělal 67,6 milionů dolarů.

### Recenze
Film získal smíšené recenze od kritiků. Na recenzní stránce Rotten Tomatoes získal ze 134 započtených recenzí 57 procent s průměrným ratingem 6,7 bodů z deseti. Na serveru Metacritic snímek získal ze 30 recenzí 50 bodů ze sta. Na Česko-Slovenské filmové databázi si snímek k 5. prosinci 2018 drží 72 %.